# Sfakiá (région)
Ne doit pas être confondu avec le dème de Sfakiá.
Sfakiá, en grec moderne : Σφακιά, est une région historique du sud de la Crète, en Grèce, qui fait désormais partie du district régional de La Canée. 
C'était l'une des régions les plus indisciplinées de Grèce et elle est souvent comparée au Magne et Soúli (el). Il s'agit d'une région particulièrement inaccessible et accidentée, entourée des pentes abruptes des montagnes blanches et des nombreuses gorges qui s'y forment, tandis qu'au sud, elle est bordée par la mer de Libye. 

## Histoire

### Moyen Âge
La région de Sfakiá est mentionnée pour la première fois lors des invasions arabes de la Crète. Après la conquête de la Crète par les Sarrasins, en 824, les Sfakiens refusent de déclarer leur allégeance et s'organisent en une communauté autonome dotée de sa propre autorité appelée Sénat.
Pendant la campagne de Nicéphore II Phocas, pour la reprise de la Crète, les Sfakiens lui offrent d'importants services et le soutiennent lors du siège de Chandax, remporté le 7 mars 961. Après la victoire byzantine, l'empereur Nicéphore II Phocas permet aux Sfakiens de conserver leur gouvernement local et leur accorde des privilèges.
Pendant la seconde période de domination byzantine en Crète (961-1204), l'île connaît une période de paix. Le christianisme revient sur l'île. La population locale augmente grâce à l'intervention de l'empereur Alexis Ier Comnène qui installe en Crète des colons provenant d'autres régions de l'Empire byzantin. Son petit-fils, Alexis II Comnène, divise l'île en douze provinces et nomme des nobles byzantins comme gouverneurs.
Le neveu de l'empereur, Marínos Skordýlis, venu en Crète avec neuf de ses frères et leurs familles, est nommé gouverneur de Sfakiá. Le territoire de la famille Skordýlis s'étend d'Askýfou, à l'est, de Koustogérako, jusqu'à la région de Frangokastello. La plus grande ville sur le territoire de la famille Skordýlis est Anópoli. 
Jean Phocas, descendant direct de l'empereur Nicéphore II Phocas, est considéré comme le plus élevé des douze gouverneurs des provinces de Crète. Son territoire est celui de la plus grande des douze provinces de Crète. Elle occupe une partie de l'actuel district régional de Réthymnon, tandis qu'au sud et à l'ouest, elle s'étend jusqu'au territoire de la famille Skordýlis.

### Période vénitienne

#### Révoltes de 1212 - 1283
En 1204, après la première dissolution de l'Empire byzantin, la Crète passe sous le contrôle des Vénitiens, sous lequel elle reste jusqu'en 1669. Au cours de cette période au moins 27 révoltes en Crète. Beaucoup d'entre elles ont pour origine la région des montagnes Blanches, la région où l'armée sfakienne est active, avec plus de treize révoltes dans la région entre 1207 et 1365. La première rébellion éclate en 1212 mais elle est rapidement réprimée par les Vénitiens. En 1217, un nouveau conflit éclate entre la famille Skordýlis et les Vénitiens. La rébellion se propage rapidement mais prend fin avec la signature d'un traité entre le nouveau duc vénitien et les rebelles. Une nouvelle rébellion éclate à Réthymnon, en 1230, avec la coopération des familles nobles de l'île, Skordýlis, Melissinés et Drakondópoulos. Les Vénitiens parviennent à reprendre le contrôle de la situation au bout de six années. 
À partir de 1212, dans les décennies qui suivent, les Vénitiens commencent à céder le contrôle de certaines parties de l'île à des familles nobles vénitiennes. Héraklion (Candie pour les Vénitiens) devient le siège du duché de Candie. En 1252, les Vénitiens construisent la ville de La Canée sur le site de l'ancienne ville de Cydonia. À cette époque, la Crète est divisée en six provinces, qui se transforment ensuite en quatre comtés. La région de Sfakiá reste en dehors du contrôle direct des Vénitiens. 
En 1273, la famille Chortátzi prend la tête d'une nouvelle révolte qui se termine six ans plus tard après que les Vénitiens prennent dans leur camp Aléxios Kallérgis, un descendant des anciens seigneurs de l'île. Les Vénitiens n'ont pas tenu les promesses qu'ils avaient faites à Kallérgis et, par conséquent, une nouvelle révolte a éclate sur l'île en 1283, cette fois avec Kallérgis lui-même comme instigateur. Celle-ci prend fin au bout de seize ans après que les deux parties belligérantes aient entamé des négociations qui aboutissent à un accord satisfaisant pour Kallérgis qui déclare son allégeance aux Vénitiens. 

#### Révolte de Chrysomaloúsa (1319)
L'une des plus importantes révoltes contre les Vénitiens est celle de Chrysomaloúsa qui éclate en 1319. L'occasion est le harcèlement d'une jeune fille par un officier vénitien de la garnison d'Obrosgialos (aujourd'hui Chóra Sfakíon), qui l'embrasse et coupe une tresse de ses cheveux blonds. Cela est considéré comme une grande insulte par la famille Skordýlis, à laquelle la jeune fille appartient. Pour se venger de cette insulte, sa famille attaque et extermine la garnison vénitienne de Sfakiá. Cela entraîne une expédition militaire vénitienne contre Sfakiá et un conflit éclate qui dure plus d'un an, jusqu'à ce que le seigneur Kallérgis intervienne pour trouver un compromis. 

#### Révoltes de 1332 - 1371
D'autres révoltes contre les Vénitiens éclatent, en 1332 à Margaríti et en 1341 à Apokóronas. À Amári, Sfakiá, Messará et ailleurs, les Crétois remportent des succès. En raison de la dureté des impôts imposés par les Vénitiens sur l'île, une nouvelle révolte éclate en 1363. Celle-ci est connue sous le nom de révolte de Saint Titus, d'après le nom du saint qui a répandu le christianisme en Crète il y a treize siècles. Un nouveau soulèvement éclate en 1365 : il est réprimé et la situation des Crétois s'aggrave. C'est à cette époque que les Vénitiens décident de construire un château à côté de Sfakiá afin de contrôler cette zone indisciplinée et de protéger le littoral de l'île contre la piraterie, qui était alors un fléau.
Entre 1371 et 1374, ils construisent, à sept kilomètres à l'est de Chóra Sfakíon, un château nommé par la population locale Frangokastello, c'est ainsi qu'il est devenu connu. Selon la tradition locale, le château a été construit pendant la journée par les soldats vénitiens et la nuit, les Sfakiens, menés par les six frères Patsós, démolissaient tout ce qui avait été construit pendant la journée. Les Vénitiens ont fini par capturer et exécuter les frères Patsós et sont alors parvenus à achever le château.

#### Ornithopólemos (1470)
La révolte de Sfakiá qui éclate en 1470 est connue sous le nom d'Ornithopólemos, signifiant en français : lutte des oiseaux. Les Vénitiens imposent, entre autres, à chaque famille de Crète une taxe mensuelle qui comprend un poulet bien nourri. Cependant, au fur et à mesure que les familles de l'île s'agrandissent, une certaine controverse commence à naître sur le montant correct que chaque région doit envoyer aux Vénitiens. Certains villageois commencent à offrir des œufs aux Vénitiens en prétendant qu'ils peuvent les faire éclore et obtenir des poulets de cette façon. Les Vénitiens se retournent immédiatement contre les paysans qui n'ont pas payé l'impôt requis, émettant 10 000 condamnations. Les Sfakiens retournent ces condamnations et accusent l'autorité vénitienne de La Canée de corruption. Les envoyés des Sfakiens à La Canée sont emprisonnés par les autorités locales, ce qui provoque une émeute. La rébellion prend fin trois ans plus tard lorsque l'autorité vénitienne décide de retirer l'impôt de toute l'île de Crète.

#### Révolte de Georgíos Kandanoléos

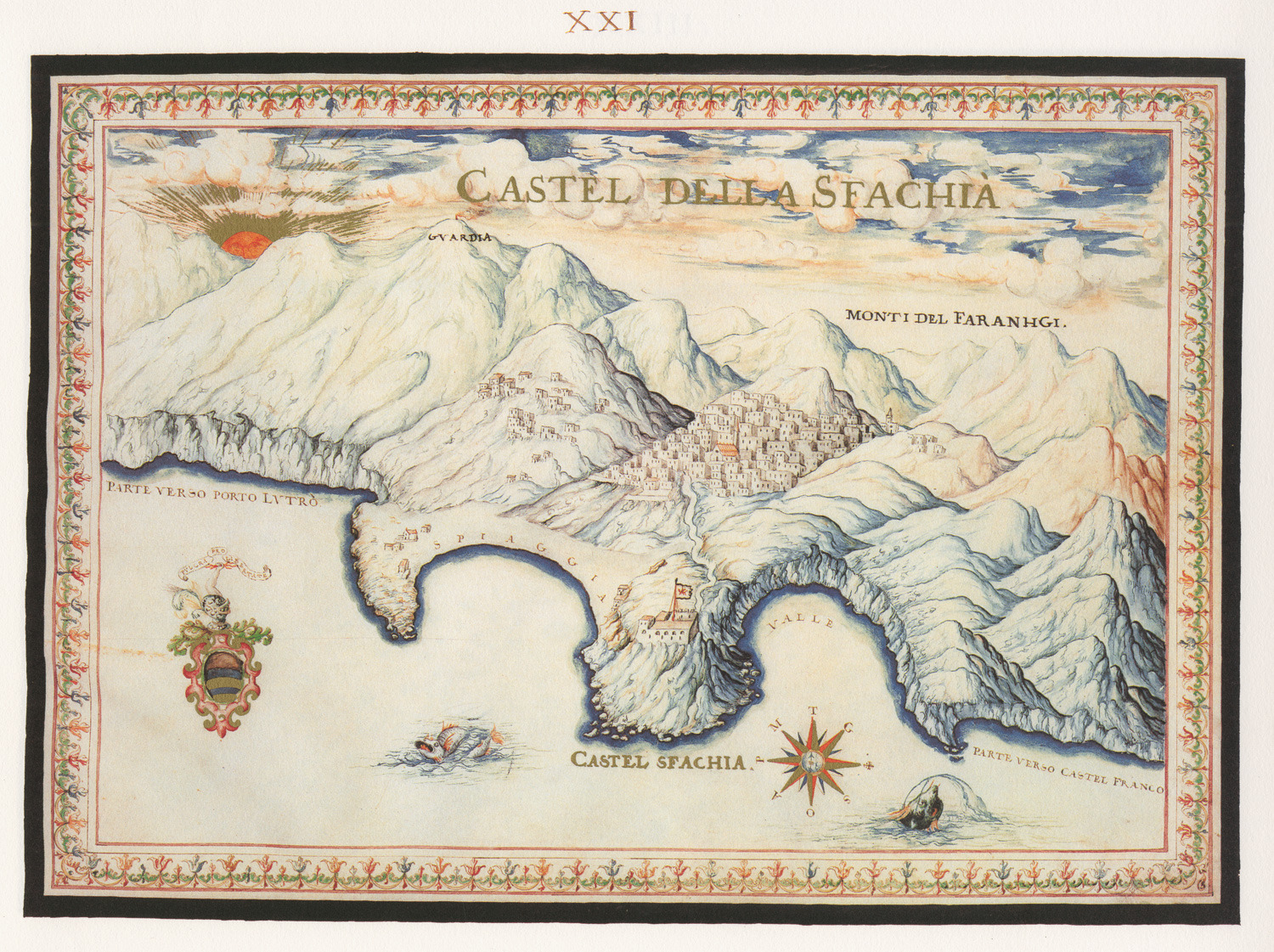
Représentation de la ville de Sfakiá et de sa région (Francesco Basilicata, 1618).

Une autre révolte, dans la région de Sfakiá, est celle de Georgíos Kandanoléos (el), mentionnée dans le roman Mariages crétois de Spyrídon Zambélios (el). L'historicité de tous ces événements n'a pas été entièrement clarifiée aujourd'hui, mais il existe des documents vénitiens qui en confirment une partie. Les protagonistes de cette révolte sont Georgíos Kandanoléos, son fils Pétros, l'officiel vénitien Francesco Moline et Sofia, la fille de Moline. Georgíos Kandanoléos fait partie de la famille Skordýlis.
Peu avant 1527 ou 1570, selon d'autres sources, un certain nombre de familles de Crète occidentale décident de se réunir au monastère d'Agios Ioannis à Akrotíri afin d'organiser une révolte contre les Vénitiens. Georgíos Kandanoléos est nommé à sa tête. La rébellion est d'abord couronnée de succès et les Vénitiens sont contraints de se retirer à La Canée. Georgíos Kandanoléos fait de Mesklá, à 15 km au sud de La Canée, le siège de la région libérée.
Par la suite Pétros Kandanoléos tombe amoureux de la fille du seigneur vénitien Francesco Molinos. Celui-ci conspire avec le duc d'Héraklion pour le piéger. Il accepte le mariage entre Pétros et Sophia et lorsque les parents du marié (qui sont les protagonistes de la révolte) arrivent au mariage, il les fait arrêter puis exécuter.
Un historien vénitien affirme que Pétros Kandanoléos a tenté de réaliser un tel mariage afin de créer une nouvelle dynastie de seigneurs en Crète occidentale. Toutes les sources historiques, cependant, s'accordent sur le fait du mariage. Le mariage comptait un grand nombre d'invités et, comme c'est le cas dans ces événements traditionnels, il y avait une grande quantité de vin (souvent additionné d'opium comme le mentionne Zambelios). L'armée vénitienne de La Canée, Réthymnon et Héraklion encercle les participants, arrête Georgíos et Pétros Kandanoléos et les exécute avec d'autres fonctionnaires crétois. Les autres personnes arrêtées sont séparés en quatre groupes et pendues à La Canée, Koustogérako, Réthymnon et Mesklá. Ceux qui ne sont pas arrêtés poursuivent la révolte depuis les hauts plateaux jusqu'à ce qu'ils obtiennent l'amnistie des Vénitiens. 

### Période ottomane

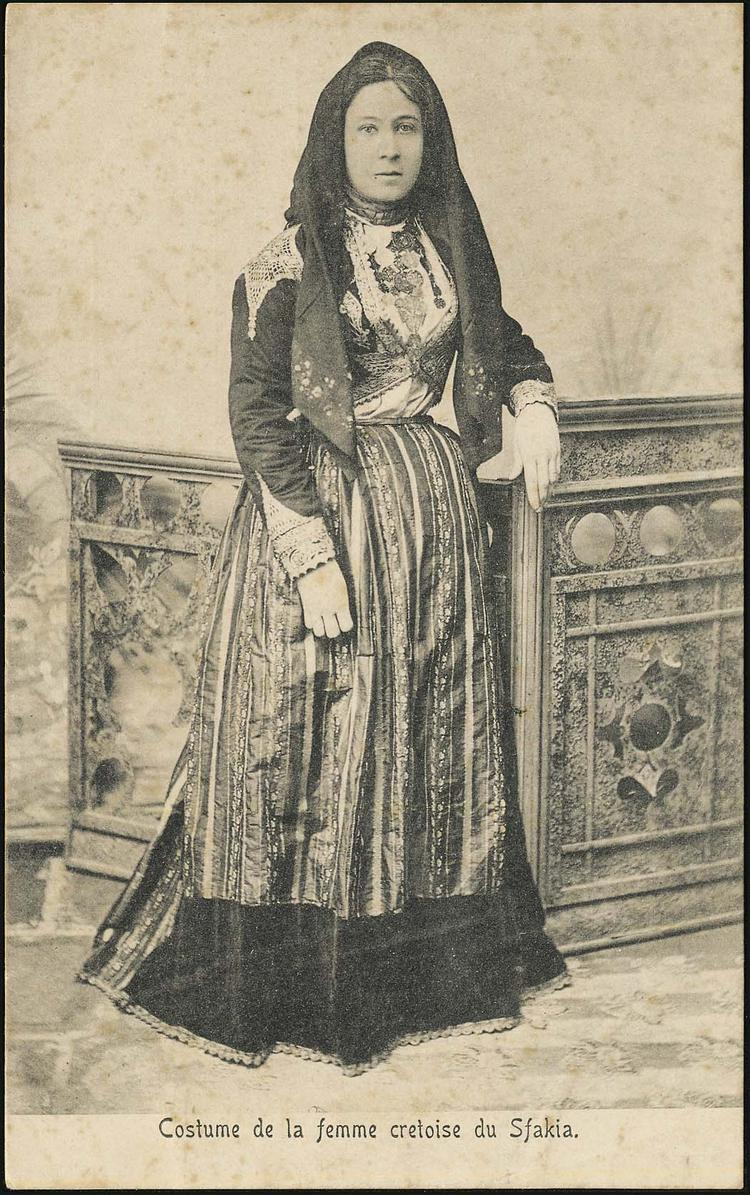
Jeune fille sfakienne en costume traditionnel.

Entre 1669 et 1898, la Crète passe sous le contrôle des Ottomans. À cette époque, le royaume orthodoxe de Russie commence à se renforcer et les Grecs commencent à tourner leurs espoirs vers les Russes. La recherche par les Russes d'un débouché sur la mer Noire les conduit rapidement à un conflit avec l'Empire ottoman et l'impératrice Catherine II rêve de faire revivre l'Empire byzantin. Avant la guerre russo-turque de 1768-1774, elle envoie des agents dans le Péloponnèse et les îles pour soulever la population locale contre les Turcs. L'un de ces agents rencontre le chef crétois Ioánnis Vláchos, plus connu sous le nom de Daskalogiánnis, et l'incite à lancer une révolution. Bien que les Crétois ne soient pas prêts pour une telle entreprise, espérant l'aide des Russes, ils déclenchent la révolution en 1770, lorsque la flotte d'Alexeï Orlov apparaît en mer Égée. Selon le plan d'Orlov, qui était relaté dans une lettre qu'il a envoyée à Daskalogiánnis, les Sfakiens descendraient pour assiéger La Canée pendant qu'Orlov bombarderait la forteresse depuis la mer. Les armes qui tomberaient entre les mains des Sfakiens seraient distribuées au reste de la Crète.